# 置始首麻呂
置始 首麻呂（おきそめ の おびとまろ、生没年不詳）は、奈良時代の人物。姓は連。位階は正八位下。

## 経歴・人物
養老5年（721年）元正天皇から学業を修めているなど模範とすべき官人に対して褒賞が行われた際、武芸に優れているとして他の3名の官人（佐伯式麻呂、凡海興志、板安犬養）と共に絁10疋・絹糸10絇・麻布20端・鍬20口を与えられた（この時の位階は正八位下）。